# Argegno
Argegno es una localidad y municipio italiano de la provincia de Como, región de la Lombardía, con 664 habitantes.

## Evolución demográfica
| Gráfica de evolución demográfica de Argegno entre 1861 y 2001 |
|                                                               |
| Fuente ISTAT - elaboración gráfica de Wikipedia               |